# Distrito Escolar Unificado de Norwalk-La Mirada
El Distrito Escolar Unificado de Norwalk-La Mirada (Norwalk-La Mirada Unified School District) es un distrito escolar de California. Tiene su sede en Norwalk. Gestiona escuelas en Norwalk y La Mirada. Tiene 17 escuelas primarias, seis escuelas medias, y cuatro escuelas preparatorias. El consejo de educación tiene siete miembros.

## Escuelas secundarias
- El Camino High School
- John Glenn High School
- La Mirada High School
- Norwalk High School

### Escuelas medias
- Benton Visual and Performing Arts Academy
- Corvallis Middle School
- Hutchinson Middle School
- Los Alisos Middle School
- Los Coyotes Middle School
- Waite Middle School